# Alfred Stucky
Pour les articles homonymes, voir Stucky.
Alfred Stucky (né le 16 mars 1892 à La Chaux-de-Fonds et mort le 6 septembre 1969 à Lausanne) est un ingénieur suisse. Il a travaillé dans les conceptions de barrages hydrauliques. Il fonde en 1926 le bureau d'ingénieurs qui porte son nom, Stucky SA. Cette société existe toujours et est devenue internationale. En 2013 elle est intégrée au groupe Gruner, où Alfred Stucky a travaillé près d'un siècle plus tôt, de 1917 à 1923. La maison-mère est installée à Renens en Suisse.

## Biographie
Dès l'école primaire, Alfred Stucky se sent attiré par la technique ; il se destine donc au métier de mécanicien. Tout en respectant son choix, ses parents l'encouragent à faire une deuxième formation et à passer sa maturité. Par la suite, il décidera de s'inscrire à l'EPFZ. Pendant ses études d'ingénieur civil c'est l'hydraulique qui l'attire. Plus tard, il s'intéresse à la faisabilité des projets ; il dira d'ailleurs de l'ingénieur qu'il est un homme d'action.
Il suit des stages pratiques auprès du bureau Meyer de Spiez pour la construction de la ligne ferroviaire Zweisimmen - Lenk ainsi que pour des corrections fluviales, puis auprès de l'entreprise Favetto, Bosshard, Steiner & Co., qui l'engage pour la construction de la voie ferrée du lac de Brienz, pendant cinq semaines à Dortmund, où sa formation de base de mécanicien l'aide. Plus tard, son mariage avec Nelly Mathis, la fille d'un architecte, le rapprochera encore d'un autre champ du métier des constructeurs.
Engagé dans le bureau Gruner à Bâle en 1917, il perfectionne les méthodes de calcul et introduit la notion de déformation élastique du barrage voûte pour la construction du barrage de Montsalvens. Il propose également d'optimiser la voussure du barrage, non plus sous forme d'arc de cercle, mais de parabole en recherchant la forme optimale, ne se satisfaisant pas simplement de produire un dessin qui autorise le calcul. Cependant, au début du XXe siècle les bases théoriques pour le calcul de barrages paraboliques ne sont pas disponibles. Il résout ce problème en divisant le barrage qu'il étudie alors en 4 arcs horizontaux et 9 secteurs verticaux appliquant les calculs ultérieurs à chaque élément. Lors de la construction de ce barrage, il fait la connaissance du directeur de l'École d'ingénieurs de Lausanne, Jean Landry qui lui propose un poste de chargé de cours en 1927.  Il est ensuite nommé en 1938 professeur ordinaire où il déclare, lors de sa leçon inaugurale que l'ingénieur est avant tout un réalisateur, un homme d'action. Il faisait clairement la distinction entre conception et calcul, citant régulièrement l'adage suivant : “Un barrage mal conçu reste un barrage mal conçu, même s’il est bien calculé ; un barrage bien conçu reste un barrage bien conçu, même s’il est mal calculé”.
Pendant sa carrière, il participe à la construction de 38 barrages de 1915 à son décès, en 1969, dont 20 en Suisse. Il contribue dans ce cadre à 22 avant-projets, 29 études de détail, 26 projets de construction et surveillance de travaux, et 12 expertises, dont ceux de la Dixence et de la Grande-Dixence, de Mauvoisin en 1951, de Moiry en 1954, ou de Luzzone en 1958, mais également à l'étranger où il travaille en Grèce, en Iran sur le barrage de Latiyan, en Roumanie, en Algérie sur le barrage de Beni-Bahdel, ou encore au Maroc et en Tunisie sur le barrage de Beni M'Tir ou Ben Metir.
La plupart des publications d'Alfred Stucky traite des problèmes liés aux barrages voûtes. Sa thèse de doctorat porte sur les barrages arqués; ce premier ouvrage sera suivi d'une quarantaine de publications, dont un ouvrage de référence pour les spécialistes des barrages en béton publié en 1957 avec Maurice-H. Derron, puis en 1961 avec son fils Jean-Pierre Stucky et E. Schnitzler, d'un article de synthèse qui résume ses travaux sur les barrages suisses du Châtelot, de Mauvoisin, Moiry, Malvaglia, Nalps, Luzzone, Limmern et Tourtemagne.
Alfred Stucky fonde en 1928 le Laboratoire d'essais hydrauliques, puis en 1935 le laboratoire de géotechnique de l'École d'ingénieurs de Lausanne, l'École polytechnique de l'Université de Lausanne (EPUL). À la mort de Jean Landry, en 1940, il lui succède à la tête de l'école qui deviendra quelques années plus tard l'EPFL. En 1943, il préside la nouvelle école d'architecture du canton de Vaud. Une place de Lausanne porte le nom d'Alfred Stucky depuis août 2008.